# Bauernmühl (Laas)

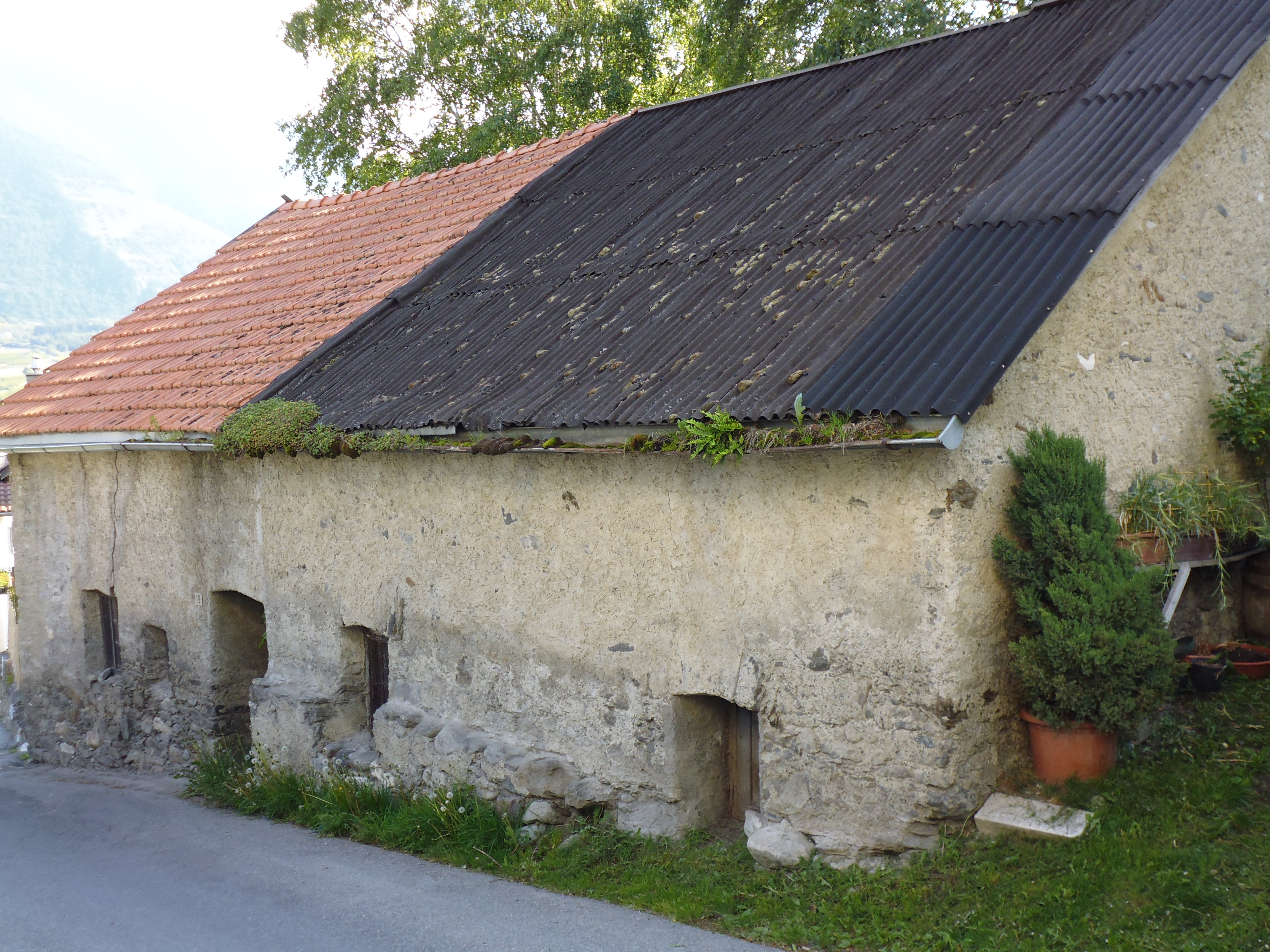
Bauernmühl

Die Bauernmühl ist eine ehemalige Wassermühle. Sie befindet sich in der Schmiedgasse 19 in Laas im Vinschgau in Südtirol.
Das Vorgängergebäude war eine sogenannte Wasserschmitten, die der Gemeinde Laas gehörte und nach der die Schmiedgasse benannt wurde. Diese wurde am 8. März 1728 erstmals erwähnt. 
Laut der sich im Gemeindearchiv befindlichen Instruktion mit diesem Datum soll sich:

„... der gemaine Schmidt mit Kholl, Eisen, Stachel versorgen u. ain wohlerfarnen Schmidtknecht der gross u. klain Arbeit auch gut Waffen machen u. den Wögeisen vorstennig sein kann, haben, auch soll dem Meister, wie von alters gebräuchlig gewest, auf St. Martinitag schens annemblich getraidt Roggen durch den Dorfmeister bezahlt werden, fir den Schiffstain u. alles 64 Star.“

Das „Schmidtzeug“ wurde dem jeweiligen Schmidt von der Gemeinde eingeschätzt. Nach dem Schmidtkornregister von 1779 ist ein Behälter mit 7 Metzen zu leisten.
Die Wasserschmitten wurde 1783 bei der gewaltigen Mure des Valdraunbaches zerstört.

„Die Gd. Laas bes. e. Wasserschmitten jenseits der Etsch bei denen Mühlen, so zu hat einen Wasserhammer u. mit N. 20 signiert ist, stosst gg. Mitternacht an die Kohlstatt. Wurde 1783 bis auf einige Stücke hinweg geflößt.“

Anstelle der zerstörten Schmiede wurde eine Getreidemühle errichtet, die sich in die untere und obere Mühle gliederte. Sie wurde bis 1954 mit Wasserkraft betrieben, bis sie in diesem Jahr durch die Firma Montecatini an das elektrische Stromnetz angeschlossen wurde. Da es jedoch ständig zu Engpässen bei der Stromversorgung kam, wurde der Mahlbetrieb in den 1980er Jahren eingestellt.  
Eigentümer sowohl der unteren als auch der oberen Mühle sind mehrere Familien aus Laas. 
Das Gebäude wird heute als Lagerraum genutzt. 